# Lothar Löffler (Politiker)
Lothar Löffler (* 11. August 1929 in Berlin; † 17. Januar 2005 ebenda) war ein deutscher Politiker (SPD) und Mitglied des Deutschen Bundestages.
Der Oberschulrat a. D. gehörte von 1969 bis 1987 dem Deutschen Bundestag für die SPD an und galt als konservativer Sozialdemokrat auf der politischen Linie von Helmut Schmidt. Er starb im Alter von 75 Jahren nach langer und schwerer Krankheit.

## Ehrungen
- 1983: Verdienstkreuz 1. Klasse der Bundesrepublik Deutschland
- 1986: Großes Verdienstkreuz der Bundesrepublik Deutschland